# Леляки (Бориспільський район)
Леляки́ — село в Україні, у Бориспільському районі Київської області. Населення становить 468 осіб. Входить до складу Студениківської сільської громади.

## Назва
Назва села походить від слова «лелека», оскільки в давнину у заплаві річки Трубіж гніздилися ці птахи.

## Історія
Село Леляки засноване у колишній заплаві річки Трубіж наприкінці XII століття. (?)
Позначене на мапі XVII століття французького військового інженера та картографа Гійома Левассера де Боплана, як «Lelaki».
Є на мапі 1787 року
Було приписане до Стефанівської церкви в Семенівці
1910 року - селище Березанської волості Переяславського повіту Полтавської губернії, 203 господарства, 1289 мешканців разом з найманими робітниками.
1926 року в селі Леляки  створено ТСОЗ.
1927 року було створено три колгоспи — «Сніп» (голова Павло Трохимович Денисенко), імені Т. Шевченка (голова Ничипір Федорович Лепеха) та «Жовтень» (голова Віктор Якович Гресько). Згодом всі колгоспи об'єднано в один — імені П. Постишева. У 1928 році в селі споруджено школу та клуб. Директором школи був вчитель з Березані.
У 1930 році почалася суцільна колективізація. У відповідь на опір колективізації та задля забезпечення норм хлібозаготівлі у селі почалося вилучення продуктів харчування, відтак — голод. Очевидці Голодомору свідчать, що у 1932—1933 роках в селі померло до 300 осіб, але по прізвищах згадали лише 49 замордованих голодом односельців.  Так, родина Левченків складалася із семи осіб (5 дітей). Вижив лише восьмирічний хлопчик Іван, який в одній сорочині пішов з села у Київ. Вже дорослим він встановив пам'ятник на сільському
цвинтарі в пам'ять про жертв Голодомору.
З початком німецько-радянської війни чоловіків села мобілізували на фронт, де вони масово .... А тому вже у вересні 1941 року село опинилося під німецькою окупацією. На різні роботи до Німеччини з Леляків було відправлено майже усе працездатне населення — переважно молоді хлопці, в тому числі ті, що повернулись зі фронту, дівчата та жінки, 114 з них не повернулися додому з різних причин. 20 вересня 1943 року, під час відступу німецьких військ з Леляків, німецькими окупантами було спалено 250 будинків та розстріляно 12 місцевих мешканців. 

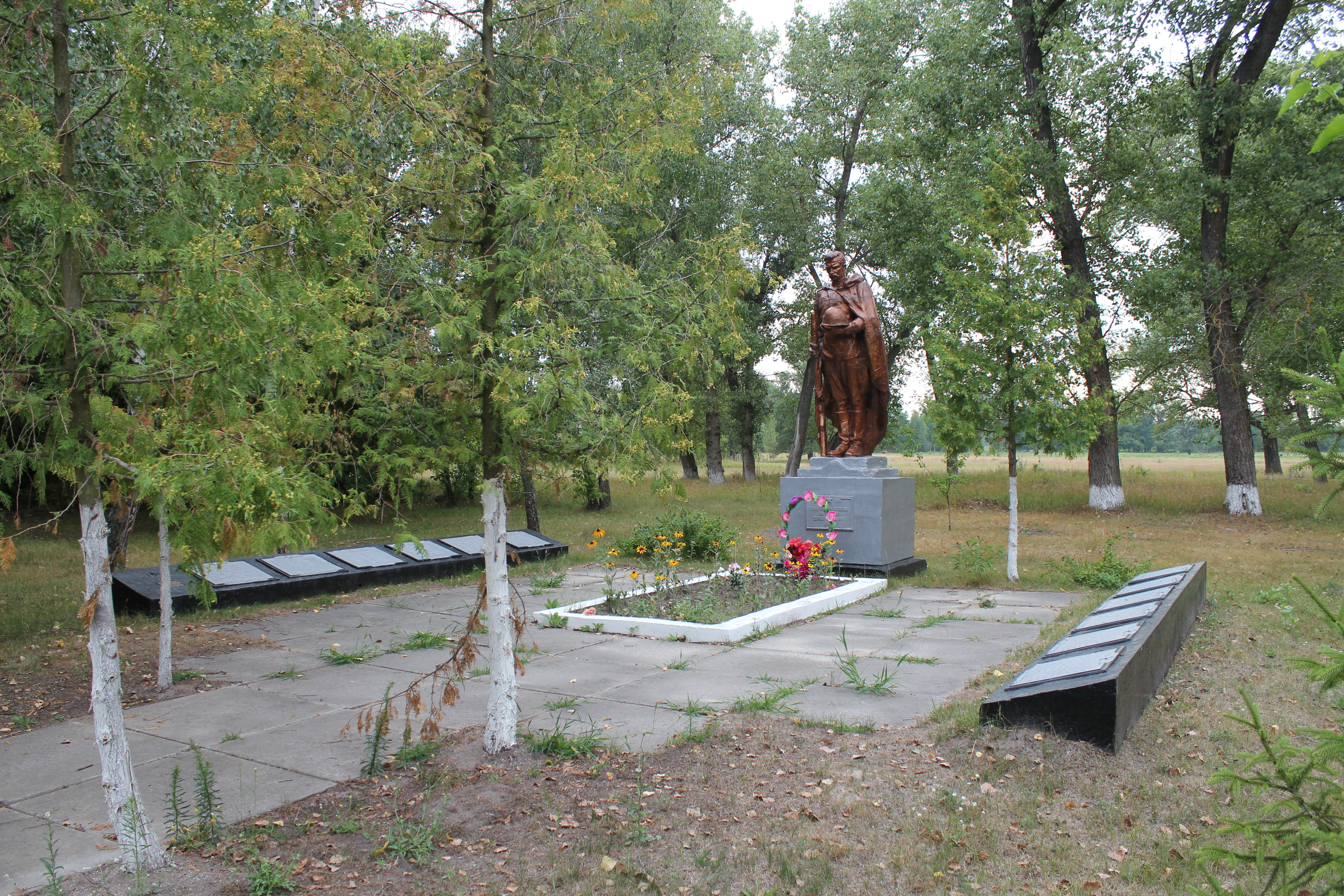
Братська могила вояків Червоної Армії

У повоєнний час головою колгоспу була Марія Хомівна Чмир, яка взяла на себе відродження зруйнованого війною господарства. У 1955 році в Леляках споруджена будівля школи, директором якої працював М. І. Набок, а 1968 року — будівлю клубу, де були розташовані контори колгоспу та бібліотека. У парку біля сільського клубу розташована Братська могила, на плиті якої викарбувані прізвища односельців, що загинули на війні.
1971 року в Леляках створено колгосп імені Щорса, який 1992 року реорганізовано в КСП «імені Щорса», яке діє й нині. 
У 1995 році село газифіковано. Нині в селі немає школи, тому діти навчаються у Семенівській загальноосвітній школі І-ІІІ ступенів.

## Населення
Згідно з переписом УРСР 1989 року чисельність наявного населення села становила 579 осіб, з яких 253 чоловіки та 326 жінок.
За переписом населення України 2001 року в селі мешкали 474 особи.

### Мова
Розподіл населення за рідною мовою за даними перепису 2001 року:
| Мова       | Кількість | Відсоток |
| ---------- | --------- | -------- |
| українська | 453       | 96.79%   |
| російська  | 6         | 1.28%    |
| білоруська | 5         | 1.07%    |
| вірменська | 4         | 0.86%    |
| Усього     | 468       | 100%     |